# Фаридпур (город, Пабна)
Фаридпур (бенг. ফরিদপুর, англ. Faridpur) — город на северо-западе Бангладеш, административный центр одноимённого подокруга. Площадь города равна 9,5 км². По данным переписи 2001 года, в городе проживало 11 899 человек, из которых мужчины составляли 51,03 %, женщины — соответственно 48,97 %. Плотность населения равнялась 1253 чел. на 1 км². Уровень грамотности населения составлял 34,5 % (при среднем по Бангладеш показателе 43,1 %). 